# Pascale Piera
Pascale Piera (Chatou, 23 febbraio 1967) è una magistrata e politica francese.

## Biografia
Pascale Piera è nata il 23 febbraio 1967 a Chatou.
Allora giudice istruttore a Senlis, ha incriminato nel 2009 il sindaco di Senlis Jean-Christophe Canter per appropriazione indebita e favoritismo. Nel 2020 si è candidata nella lista guidata da Pascale Loiseleur ed è stata poi eletta consigliere municipale; responsabile della sicurezza, ha tuttavia disapprovato nel 2022 il sostegno del sindaco Pascale Loiseleur a Emmanuel Macron e Éric Woerth, per poi essere costretta a dimettersi nel 2023 per motivi sia personali che professionali.
Nel 2024 si è unita a Jordan Bardella, capo della lista del Rassemblement National per le elezioni europee di quell'anno. Collocata al 10° posto nella lista RN, è stata eletta europarlamentare.